# 比利時的勞倫特王子
劳伦特·本尼特·博杜安·马里（Laurent Benoît Baudouin Marie de Belgique, 1963年10月19日—）是比利時王室的成員之一。他是比利時國王阿尔贝二世同保拉王后所生的次子，也是比利時王位的第11位繼承人，排在哥哥菲利普的四个子女还有姐姐阿斯特里德及其子女之后。

## 家庭
劳伦特·本尼特·博杜安·马里与一个前不动产代理克莱尔·库伯斯（Claire Coombs）在 2003年4月12日结婚。在他们的结婚前11天她被授于比利时的克莱尔王妃殿下称号。他们有一个女儿和双胞胎儿子：
- 路易絲公主
- 尼古拉斯王子（双胞胎）
- 艾姆里克王子（双胞胎）

## 争议
為了紀念中国人民解放军成立90週年，劳伦特王子於2017年7月19日訪問中華人民共和國駐比利時大使館。首相夏爾·米歇爾因此要求“按比例制裁”劳伦特王子。劳伦特王子穿著海軍制服與中國貴賓合影留念，他自己在Twitter帳戶上發布了這張照片。首相夏爾·米歇爾在與劳伦特王子的哥哥菲利普國王協商後，要求制裁，由政府在2018年將制裁定為劳伦特其收入的15％，即制裁45,000歐元。劳伦特王子已調查他是否可以對此向歐洲人權法院提出異議。
2020年6月12日，劳伦特王子在参加关于比利时过去历史的激烈辩论后，在一场令人结舌的采访中，为殖民刚果民主共和国的利奥波德二世国王辩护。劳伦特王子表示：“他从来没有亲自去过刚果，所以我不知道他怎么会让那里的人受苦。” 劳伦特王子之后补充说：“你应该看到利奥波德二世为比利时做了什么。” “他在布鲁塞尔建有公园和许多其他东西。”而利奥波德二世被历史学家视为是一名残酷的统治者，在他长达23年的刚果殖民期间，数百万名刚果人民在他残酷的统治下被送往橡胶园工作造福比利时国库和强迫劳动而丧生。

## 榮譽

### 比利时勋章奖章
- 利奥波德大绶勋章

### 外国勋章奖章
- 恩里克王子大十字勋章（葡萄牙語：Ordem do Infante D. Henrique）（葡萄牙，2006年3月8日公布[4])